# Saint-Pastour
Saint-Pastour – miejscowość i gmina we Francji, w regionie Nowa Akwitania, w departamencie Lot i Garonna.
Według danych na rok 1990 gminę zamieszkiwało 347 osób, a gęstość zaludnienia wynosiła 24 osób/km² (wśród 2290 gmin Akwitanii Saint-Pastour plasuje się na 838. miejscu pod względem liczby ludności, natomiast pod względem powierzchni na miejscu 790).